# Weibullfördelning

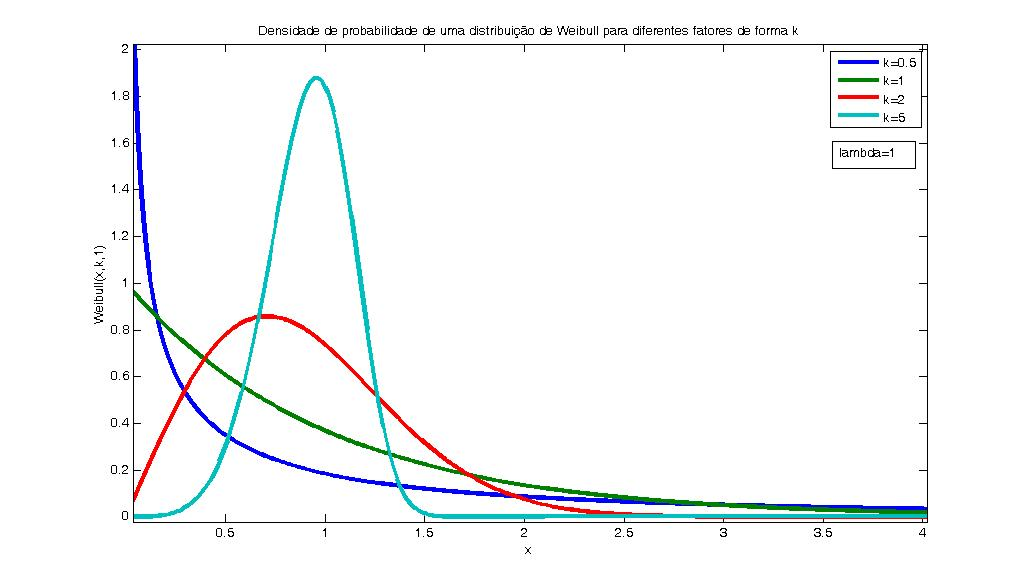
Weibullfördelningen för olika formparametrar.

Weibullfördelningen är en kontinuerlig sannolikhetsfördelning inom matematisk statistik.
Täthetsfunktionen är:
{\displaystyle f(x)={\beta  \over \alpha ^{\beta }}x^{\beta -1}e^{-(x/\alpha )^{\beta }}}
Den kumulativa fördelningsfunktionen är
{\displaystyle F(x)=1-e^{-(x/\alpha )^{\beta }}}
Fördelningen är definierad endast för {\displaystyle x} ≥ 0.
Parametrar: 
α är en skalningsparameter för x-variabeln
β är en "skevhetsparameter" eller "formparameter".
Ibland inför man en tredje parameter genom substitutionen y = x + γ. Den parametern (lägesparametern) frigör funktionen från begynnelsepunkten x = 0 och ger även en ökad flexibilitet vid anpassning av funktionen till experimentella data.
För formparametern kan följande specialfall för täthetsfördelningen nämnas:
β = 1: täthetsfördelningen är identisk med exponentialfördelningen.
β  = 2 fördelningen är en Rayleighfördelning.
β < 3:  fördelningen är skev åt vänster.[källa behövs]
β ≈ 3 - 3,5: fördelningen är approximativt symmetrisk och påminner om normalfördelningen.[källa behövs]
β  > 3,5: fördelningen är skev åt höger.[källa behövs]
Weibullfördelningen har stor ingenjörsteknisk användning för studium av livslängd och/eller hållfasthet hos tekniska system, där x är tiden/belastningen, och observerade haverier utgör statistiska observationer av en population tekniska enheter under drift, som exempelvis kullager, vilket var Waloddi Weibulls studieobjekt vid slutet av 1930-talet. Den används ofta för att beskriva keramiska materials variation i hållfasthet.
Om en weibullfördelning anpassas till observerade gångtider till driftstopp hos en komponent kan den funna formparametern indikera fysikaliska samband:
β = 1: driftstoppen är exponentialfördelade och inträffar slumpmässigt, vilket kan tolkas som att sannolikheten för stopp är oberoende av den ackumulerade gångtiden.
β < 1:  sannolikheten för driftstopp är högst närmaste tiden efter driftsättningen; man talar om inkörningsfel eller "barnsjukdomar".
β  ≈ 3: först efter en viss utslitningstid observeras en större serie (ungefär) normalfördelade driftstopp. Den kunskapen kan utnyttjas för att schemalägga förebyggande underhåll.